# Baldryk
Baldryk lub Balderyk (Bald[e]ricus) – książę Friuli (dux Foroiuliensis) od 819, gdy według Thegana z Trewiru i jego Vita Hludowici imperatoris zastąpił Cadolaha, do 827, gdy usunięto go z urzędu. Był ostatnim księciem Friuli.
Baldryk był cesarskim legatem w 815, gdy wkroczył do Zelandii z Sasami i Obodrytami, by przywrócić wygnanego króla Danii Haralda Klaka.
Jako władca Friuli Baldryk kontynuował wojnę Cadolaha przeciw Ljudevitowi Posawskiemu (Liudovitus), który był pannońskim przywódcą Chorwatów. Udało mu się wyprzeć Ljudevita z terenów cesarstwa. Razem z hrabią Geroldem prowadził też wojnę z Awarami pod rozkazami Bertryka majordoma w 826. Połączył się z Bułgarami w 828, by spustoszyć granice Pannoniæ superioris.
Sprowadził z Grzegorzem prezbiterem Wenecji hydrauliczne organy do Akwizgranu w 826.
W 827 Baldryk został nagle usunięty z Friuli, a księstwo podzielono na cztery hrabstwa. Ostatecznie hrabstwa zjednoczono jako marchio (marchia), lecz księstwa nie odtworzono już nigdy.